# Sent Estève de Valfrancesca
Sent Estève de Valfrancesca (en francès Saint-Étienne-Vallée-Française) és un municipi del departament francès del Losera a la regió d'Occitània.